# За двумя зайцами (мюзикл)
«За двумя зайцами» — новогодний  украинско-российский мюзикл, снятый в сентябре 2003 года в Киеве режиссёром Максимом Паперником по мотивам одноимённой пьесы Михаила Старицкого. 
Премьерный показ состоялся 1 января 2004 года на Первом канале, после чего многократно повторялся.

## Сюжет
Стилист-парикмахер Алексей Чижов (Лёша Чиж (Шарапов)) преобразовывает парикмахерскую № 27 в салон красоты «Клеопатра», при этом тратя заёмные деньги директора рынка. Дабы избежать угроз целый год мести рынок, Алексей обращает внимание на Тоню Коровяк, наследницу сети супермаркетов, которую только что выгнали с «Фабрики звёзд».

## В ролях
| Актёр                | Роль |
| -------------------- | --- |
| Алла Пугачёва        | Антонина (Тоня) Коровяк, жена Алексея, учëная, дочь Николая и Людмилы Коровяк, племянница Светланы Марковны, двоюродная сестра Галины, внучка Марка           |
| Максим Галкин        | Алексей Чижов (Лёша Чиж, Шарапов), муж Антонины, парикмахер, стилист, зять Людмилы Коровяк                                                                    |
| Андрей Данилко       | Светлана Марковна, тëтя Антонины, мама Галины, тëща Александра, сестра Людмилы, вдова прапорщика Вовы (папы Галины, дяди Антонины), дочь Марка / маньяк Антон |
| Нина Шаролапова      | Людмила Марковна Коровяк, мама Антонины, сестра Светланы Марковны, тëтя Галины, жена Николая, тёща Алексея, дочь Марка                                        |
| Анатолий Дяченко     | Николай Коровяк, папа Антонины, муж Людмилы, дядя Галины |
| Олеся Жураковская    | Людмила Ивановна, домработница |
| Александр Бондаренко | директор рынка |
| Ольга Сумская        | Галина, дочь Светланы Марковны, кузина Антонины, племянница Николая и Людмилы Коровяк, жена Александра, внучка Марка                                          |
| Николай Боклан       | Александр, зять Светланы Марковны, муж Галины, охранник рынка                                                                                                 |
| Татьяна Шелига       | Валентина, торговка цветами |
| Тамара Яценко        | Софья, торговка цветами |
| Людмила Смородина    | подруга Антонины |
| Наталья Кудря        | подруга Антонины |
| Роман Богданов       | друг Алексея |
| Сергей Дзей          | друг Алексея |
| Юрий Якуша           | друг Алексея |
| Неонила Белецкая     | работник загса / продавец свадебного салона |
| Наталья Кудрявцева   | продавщица в бутике, подруга Антонины |
| Юлия Скобликова      | вдова Марка, мама Светланы и Людмилы Марковны, тёща Николая, бабушка Галины и Антонины (эпизод, нет в титрах)                                                 |
| Светлана Данилова    | подруга вдовы Марка (эпизод, нет в титрах) |
| Евгений Паперный     | текст от автора |
| Олег Якименко        | эпизод, нет в титрах |
| Елена Мельникова     | Секлита Пилиповна Лымариха (эпизод, нет в титрах) |

## Съёмочная группа
| Роль                   | Имя                                                                                 |
| ---------------------- | ----------------------------------------------------------------------------------- |
| Авторы сценария        | Григорий Ховрах при участии авторского агентства «Квартал»                          |
| Режиссёр-постановщик   | Максим Паперник                                                                     |
| Оператор-постановщик   | Вадим Савицкий                                                                      |
| Композитор             | Андрей Данилко                                                                      |
| Художники-постановщики | Александр Заславский Анна Бондаренко                                                |
| Звукорежиссёры         | Александр Елычев Роман Богорош                                                      |
| Художник по костюмам   | Ольга Навроцкая Андрей Шаров Елена Юрова                                            |
| Художник по гриму      | Светлана Рымакова                                                                   |
| Генеральные продюсеры  | Владислав Ряшин Александр Файфман                                                   |
| Продюсеры              | Алексей Гончаренко Александр Бондаренко Элла Бобленюк Ольга Менская Сергей Амеличев |

## Песни
| № | Название       | Исполнитель                   | Автор музыки                     | Автор текста                    | Длительность |
| - | -------------- | ----------------------------- | -------------------------------- | ------------------------------- | ------------ |
| 1 | Дар            | Максим Галкин                 | Андрей Данилко                   | Аркадий Гарцман                 | 1:47         |
| 2 | Отдыхай        | Алла Пугачёва                 | Владимир Сушко                   | Наталья Платицына               | 3:03         |
| 3 | Тебе (Блюз)    | Максим Галкин                 | Андрей Данилко                   | Андрей Данилко, Аркадий Гарцман | 5:48         |
| 4 | Ссора          | Алла Пугачёва, Верка Сердючка | Андрей Данилко                   | Андрей Данилко, Аркадий Гарцман | 3:15         |
| 5 | Приданое       | Алла Пугачёва                 | Андрей Данилко                   | Андрей Данилко, Аркадий Гарцман | 2:27         |
| 6 | Гулянка        | Верка Сердючка                | Андрей Данилко                   | Аркадий Гарцман                 | 3:24         |
| 7 | Хочется        | Алла Пугачёва                 | Олег Попков                      | Олег Попков                     | 3:51         |
| 8 | Хватит мечтать | Алла Пугачёва                 | Павел Кашин                      | Павел Кашин                     | 2:39         |
| 9 | Новогодняя     | Все звёзды                    | Андрей Данилко, Геннадий Крупник | Аркадий Гарцман                 | 2:34         |

## Награды и номинации
- 2004 г. — премия «Телетриумф» в номинации «Фильм/сериал (телевизионый фильм/сериал)»[2].

- 2004 г. — Максим Паперник за фильм-мюзикл «За двумя зайцами» был номинованый на премию «Телетриумф» в номинации каждый «Режиссёр (программы/фильма/сериала/клипа/шоу)»[2].

## Факты
- Изначально главные роли в мюзикле (Проню и Голохвостого) планировал сыграть Андрей Данилко. На роль мамы Прони планировалась Наталья Крачковская, директора рынка — Олег Школьник. От роли учителя танцев на «Фабрике звёзд» отказался Сергей Маковецкий, а отснявшегося в ней Бориса Моисеева вырезали из финального монтажа[3][4]. Также велись переговоры с Людмилой Гурченко на эпизодическую роль регистратора брака в ЗАГСе[5].
- Герой Максима Галкина исполняет пародию на Машу Распутину (песня «Роза чайная»); голосом Владимира Жириновского разговаривает с охраной клуба; репетируя своё признание Тоне, упоминает песню Аллы Пугачёвой «Миллион алых роз».
- Героиня Андрея Данилко напевает (упоминает) песни: «А девушка созрела» (Земфира), «А я и не знал, что любовь может быть жестокой» (Филипп Киркоров), «Бывает всё на свете хорошо…» («Я шагаю по Москве»), «Комбат—батяня» («Любэ»), «Марш артиллеристов» («Артиллеристы. Сталин дал приказ…»), «Не делайте мне больно, господа» (Алла Пугачёва), «Первый тайм мы уже отыграли…» (Александр Градский). Переодевшись ко дню рождения в новое платье, цитирует Людмилу Калугину из фильма «Служебный роман».
- Нина Шаролапова, исполнительница роли Людмилы Коровяк, в интервью газете «Бульвар Гордона» (№ 9 (45), 2006) так отозвалась о работе с Аллой Пугачёвой:

Бесспорно, она <Пугачёва> гениальная певица, а что касается актёрского мастерства… Сапоги должен шить сапожник, а пироги печь пирожник. Она сама рассказывала, как хотела сыграть Проню, чуть ли не на коленях вымолила эту роль. Тем не менее текст не знала, на площадку приезжала неподготовленная, чего совершенно не стеснялась. С каждым днём мы с Толиком <Дяченко> обалдевали всё больше и больше: «Погодите, а как же наша с вами сцена?» Пугачёва лишь отмахивалась: «Господи, какие проблемы? Попрыгайте взад-вперёд, как неваляшки, и все дела». Нет, нельзя дилетанта подпускать к серьёзной работе!— Нина Шаролапова
- В 2003 году вышел саундтрек мюзикла, спродюсированный Андреем Данилко[7].
- В 2004 году состоялась встреча трёх Пронь: Маргариты Криницыной, Тамары Яценко и Аллы Пугачёвой. Встреча прошла в Киеве в ресторане «За двумя зайцами» на Подоле[8].
- Экранная свадьба Аллы Пугачёвой и Максима Галкина в мюзикле воплотилась в реальность в декабре 2011 года[9].